# Chinesische Schlittenfahrt
Chinesische Schlittenfahrt, auch finnische Schlittenfahrt genannt, ist eine Position beim Vaginalverkehr.
Dabei geht zunächst der Mann in eine kniende oder hockende Position, die Frau liegt vor ihm auf dem Rücken. Dann hebt der Mann das Becken der Frau auf seine Oberschenkel und führt seinen Penis in sie ein, so dass er zwischen ihren Schenkeln kniet. Sie gilt als eine Abwandlung der Missionarsstellung und wurde unter anderem 1978 von Johannes Mario Simmel in seinem Roman Hurra, wir leben noch thematisiert. Nach Angaben von Christoph Gutknecht würde die Sexualpraktik einer Schlittenfahrt gleichen und zu „besonders intensiven Gefühlserlebnissen“ führen, da „der G-Punkt“ – so die Chinesen – dadurch besser erreicht werden würde.
Teilweise finden in diesem Kontext slingähnliche Konstruktionen als Sexspielzeug Verwendung.

## Originalpassage aus dem Roman
„»Chinesisch, wenn es nicht zu unverschämt ist, Mevrouw. Chinesisch hatte ich noch nie.« »Aber gerne. Yün-Sin komm her!« Ein zierliches Geschöpf trat heran. » Yün-Sin heißt Pfirsichblüte, Monsieur. Pfirsichblüte, der Herr will dir die Ehre erweisen. Zeige ihm deine Spezialität, die „Schlittenfahrt“!« »Gewiss Mevrouw«, zwitscherte die Pfirsichblüte englisch mit Piepsstimme. Sie kreuzte die Arme über der bloßen Brust und verbeugte sich tief vor Jakob. »Edlel Tai-Pan, dalf ich bitten, mil zu folgen?« Mit wackelndem Popo ging sie vor Jakob her, die Treppe empor, die zu den Zimmern führte, Die anderen Mädchen nahmen keine Notiz davon. […] Schon eine halbe Stunde später hatte Jakob Antwerpen in seinem Mietwagen verlassen und fuhr durch eine Winternacht Brüssel entgegen. Es schneite. Jakob fühlte sich sehr wohl. Fünfundzwanzigtausend Dollar sind besser als in die hohle Hand, dachte er. Und jetzt weiß ich, was eine „Schlittenfahrt“ ist. Junge, Junge. Sollten wir unseren nächsten Krieg China erklären, melde ich mich freiwillig!“